# バタフライアガマ属
バタフライアガマ属 (Leiolepis) とは、アガマ科トゲオアガマ亜科に属するトカゲの1属。9種が属し、このうち4種が単為生殖で繁殖を行う。単為生殖をおこなうトカゲはトカゲ全体の約1%しかいない珍しい性質である。また、雌雄ではっきりと体色が異なる事を特徴としている。種にもよるが、ミャンマー、タイ、ラオス、カンボジア、ベトナムが主な生息地である。

## 種
バタフライアガマ属の模式種は、1829年に記載されたベトナムバタフライアガマ (Leiolepis guttata) である。記載の年代から言えば1827年のベルバタフライアガマ (Leiolepis belliana) が早いが、バタフライアガマ属に記載されたのは1947年になってからである。分類・和名は中井(2024)を参考。

### 有性生殖種
- ベルバタフライアガマ Leiolepis belliana - (Hardwicke & Gray, 1827)[9]
- ベトナムバタフライアガマ Leiolepis guttata - Cuvier, 1829[2]
- クジャクバタフライアガマ Leiolepis ocellata - (G. Peters, 1971)
- ペグーバタフライアガマ Leiolepis peguensis - Peters, 1971[11]
- リーブスバタフライアガマ Leiolepis reevesii - (Gray, 1831)[12]
- アカオビバタフライアガマ Leiolepis rubritaeniata - Mertens, 1961[13]

### 単為生殖種
- ソンクラバタフライアガマ Leiolepis boehmei - Darevsky & Kupriyanova, 1993[4]
- ピーターバタフライアガマ Leiolepis guentherpetersi - Darevsky & Kupriyanova, 1993[5]
- ゴヴァントゥリバタフライアガマ Leiolepis ngovantrii - Grismer & Grismer, 2010[6][14]
- マレーバタフライアガマ Leiolepis triploida - Peters, 1971[7]